# 血痕
血痕（けっこん、英語：Blood residue, bloodstain）とは、血液の痕跡のことである。犯罪現場などに残されており、犯人を特定する重要な証拠として鑑識や法医学の分野で使用する。また、血痕パターン分析は、考古学分野でも活用される。
血の散らばり方（血しぶき、血が出た後に外力によって変化した擦過血痕等）によって、血がどのような力で体のどこから出血したものか、出血した後にどういう力が起きたか等が分析される。また、犯人が出血していた場合も、DNA型鑑定などによって有力な証拠となる。出血してからの時間でも色などが変化し、場合によっては血漿の分離なども起きる。古く乾燥した血痕でも、20世紀初頭に登場したルミノール試薬などによって鑑識に用いられる。
とくに、傷をつけた相手にかかる血は、返り血と呼ばれる。